# Ханадзава Кана
Кана Ханадзава (яп. 花澤香菜, Ханадзава Кана, нар. 25 лютого 1989, Токіо, Японія) — японська співачка та сейю.

## Біографія
Працює в таких жанрах, як-от мультфільм, аніме, пригоди.

## Фільмографія

### Аніме-серіали
- «Psycho-Pass»
- «Kaichou wa Maid-sama!»
- «Durarara!!»
- «Angel Beats!»
- «Prison School» (Мідорікава Хана)
- Серія «Monogatari» (Сенґоку Надеко)
- «Blue Exorcist»
- «Watashi ga Motenai no wa Dō Kangaetemo Omaera ga Warui!» — Нарусе Ю[4]
- «Непорочна Марія» — Єзекиїль[5]
- «Подорож Елейни» — Флан[6]
- «Сімейне життя легковажної відьми» — Оповідачка
- Koi to Uso[7][8]

### Повнометражні аніме-фільми
- «Koto no ha no Niwa»
- «Володарі Терні»

### Відеоігри
- Danganronpa 2: Goodbye Despair — Чіакі Нанамі[9]